# Mallochomyza citreifrons
Mallochomyza citreifrons är en tvåvingeart som först beskrevs av Malloch 1920.  Mallochomyza citreifrons ingår i släktet Mallochomyza och familjen lövflugor. Inga underarter finns listade i Catalogue of Life.